# CinemaScore
CinemaScore là một hãng nghiên cứu tiếp thị tại Las Vegas. Hãng khảo sát các khán giả xem phim nhằm đánh giá trải nghiệm của họ bằng điểm chữ, báo cáo các kết quả và dự đoán doanh thu phòng vé dựa trên số liệu.

## Bối cảnh
Ed Mintz sáng lập nên CinemaScore sau khi bị thất vọng bởi bộ phim The Cheap Detective (1979). Theo con trai Mintz, anh ước mình được nghe trước những gì mà "người thật sự, chứ không phải giới phê bình" nghĩ về bộ phim này. Hãng tập hợp những khảo sát từ khán giả sau khi xem phim tại rạp, nhờ họ đánh giá bộ phim và ghi rõ những gì khiến họ thu hút bởi bộ phim. Kết quả được đăng tải trên tờ Entertainment Weekly. CinemaScore còn khảo sát khán giả về việc thuê mướn phim trên định dạng video, chia theo theo tuổi và giới tính, sau đó chuyển thông tin sang các công ty video như Fox Video Corporation.
Nhà thăm dò ý kiến của CinemaScore, Dede Gilmore đã báo cáo xu hướng vào năm 1993, "Hầu hết phim đều dễ dàng nhận điểm B+. Tôi nghĩ mọi người tìm đến để giải trí. Họ đều kỳ vọng lớn. Họ trở nên khoan dung hơn với điểm số của mình. Nhưng khi họ tìm đến nhiều hơn, họ có xu thế phê bình gay gắt hơn." Vào năm 1993, các bộ phim được nhận điểm A bao gồm Scent of a Woman, A Few Good Men và Falling Down. Phim đoạt điểm B bao gồm Sommersby và Untamed Heart, trong khi điểm C thuộc về Body of Evidence.
Một trang mạng được mở ra bởi CinemaScore vào năm 1999, sau 3 năm trì hoãn khi chủ tịch tìm kiếm tài trợ từ các tạp chí và hãng video. Brad Peppard là chủ tịch của CinemaScore Online từ năm 1999 đến 2002. Trang mạng này bao gồm dữ liệu của gần 2.000 phim và phản ứng của khán giả về chúng. Trước khi mở ra trang này, các kết quả của CinemaScore được công bố trên tờ Las Vegas Review-Journal và Reno Gazette-Journal. Sự mở rộng của CinemaScore trên Internet cũng bao gồm thư điện tử đặt hàng tuần cho các tín đồ phim ảnh bắt kịp với những báo cáo về phản ứng của khán giả.
Trong năm 1999, CinemaScore đánh giá xấp xỉ 140 phim một năm, bao gồm 98-99% từ các hãng phim lớn. Với mỗi phim, các nhân viên phải khảo sát 400-500 khán giả từ 3 trong 15 trang mạng của CinemaScore, bao gồm các thành phố như Las Vegas, Los Angeles, San Diego, Denver, Milwaukee, St. Louis, Dallas, Atlanta, Tampa, Phoenix, and Coral Springs.
Hè năm 2002, CinemaScore báo cáo về mùa có lượng điểm thu về lớn nhất kể từ năm 1995. Hè năm 2000, 25 trên 32 phim nhận được điểm A hoặc B. Trong mùa hè năm 2001, 26 trên 30 phim có cùng điểm với nhau, trong khi có đến 32 trên 34 phim có cùng điểm trong cùng một thời điểm vào năm 2002, với tỷ lệ cao nhất trong 1 thập kỷ.

## Đánh giá

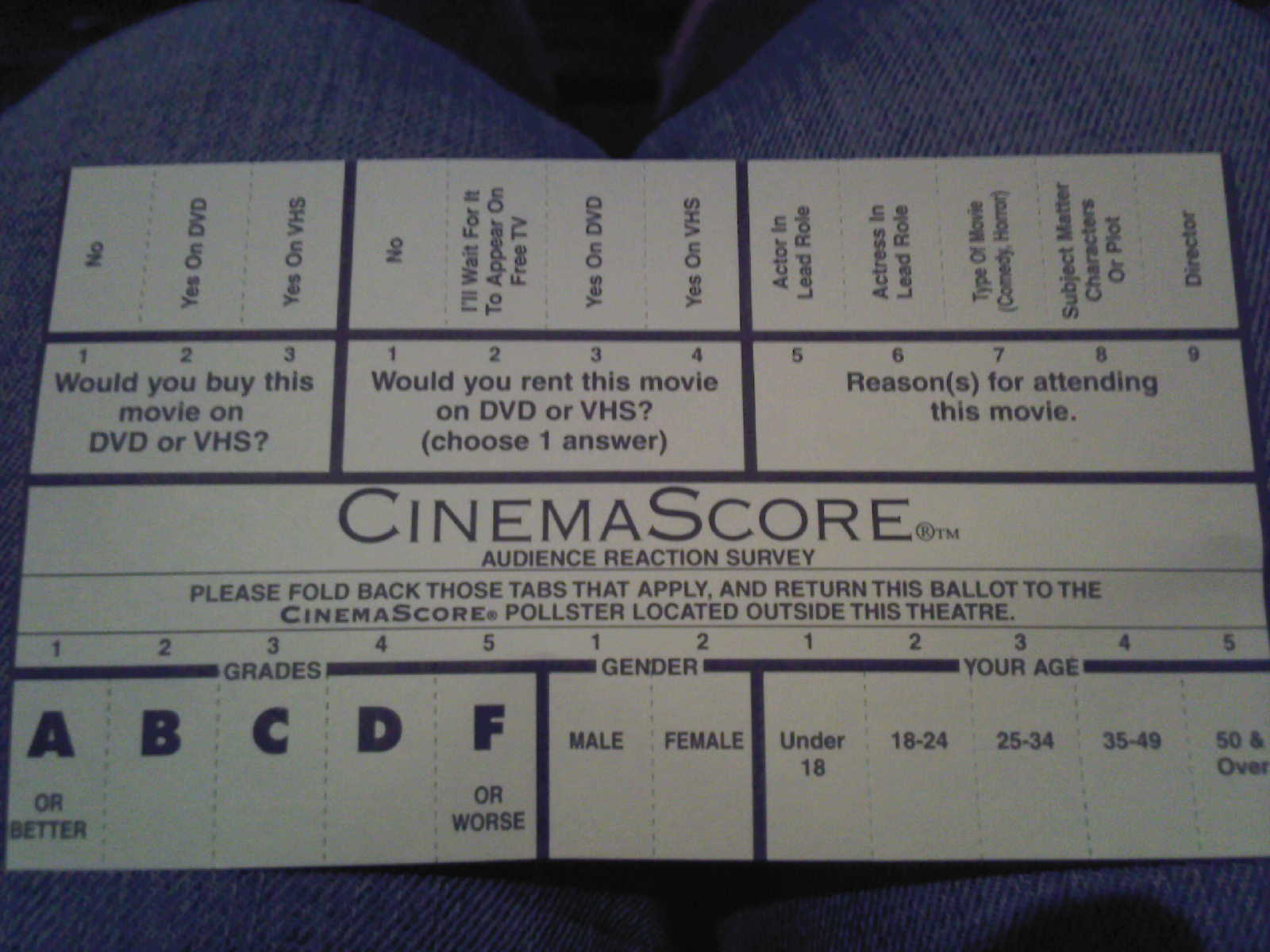
Một thẻ khảo sát của CinemaScore

35 trong 45 nhóm đại diện của CinemaScore xuất hiện tại 25 thành phố lớn dọc Bắc Mỹ. Mỗi thứ 6, các nhóm nằm trong 5 thành phố được chọn ngẫu nhiên đưa cho các khán giả trong ngày công chiếu một chiếc thẻ khảo sát nhỏ. Chiếc thẻ hỏi về tuổi, giới tính, điểm cho phim từ A+ đến F, họ có muốn thuê hoặc mua phim trên định dạng DVD hoặc Blu-ray hay không và tại sao họ lại chọn bộ phim này. CinemaScore nhận khoảng 400 thẻ theo mỗi phim; hãng ước tính 65% tỷ lệ phản hồi và 6% biên độ sai sót. Các đánh giá được chia theo các nhóm giới tính và tuổi (dưới 21, 21-34, từ 35 trở lên); các hãng phim và các nhà đặt trước nhận được dữ liệu vào khoảng 11 giờ tối theo Múi giờ Thái Bình Dương. CinemaScore công bố điểm chữ trên hệ thống Twitter và cho dù dữ liệu chi tiết không được tiết lộ, điểm số này vẫn được nhanh chóng lan truyền đi bao khắp giới truyền thông và ngành công nghiệp điện ảnh. Các quảng cáo của những bộ phim được xếp hạng cao thường trích dẫn điểm số của CinemaScore.
Điểm A+ từ CinemaScore thường dự đoán được những phim đoạt doanh thu lớn. Từ năm 1982 đến tháng 8 năm 2011, chỉ có 52 phim (khoảng 2 phim 1 năm) nhận được điểm cao nhất, bao gồm 7 chủ nhân giành giải Oscar cho Phim hay nhất. Phim điểm A+ có bao gồm Titanic, Tangled, The King's Speech, A Few Good Men, Driving Miss Daisy và Toy Story 2. Trong khi từ năm 2004 đến 2014, những phim nhận điểm A+ và A thu về tổng doanh thu lần lượt gấp 4.8 và 3.6 lần so với kết quả doanh thu phòng vé tuần đầu, thì những phim nhận điểm C- đều có tổng doanh thu gấp 2.5 lần doanh thu tuần đầu. Khán giả trong đêm công chiếu thường háo hức về bộ phim hơn những khán giả khác, nếu nhận được điểm C là –theo tờ Los Angeles Times– "dấu hiệu xấu, tương đương với một điểm tồi". Theo Mintz, "Các bộ phim thường không xếp dưới điểm C. Điểm C đã là thất bại. Rất hiếm có phim đạt điểm F. Ý tôi là, nếu nhận được điểm F, bộ phim đó đừng nên ra mắt thì hơn." Có 11 phim nhận điểm F từ năm 2004 đến 2014, bao gồm bản làm lại Solaris của Steven Soderbergh cùng George Clooney (2002), Killing Them Softly của Brad Pitt (2012) và 6 phim kinh dị ly kỳ: Bug của William Friedkin cùng Ashley Judd (2006), Wolf Creek (2005), Darkness (2002), The Box (2009) cùng  Cameron Diaz, The Devil Inside (2012), và Silent House (2012).
Các dự đoán của CinemaScore về doanh thu phòng vé dựa trên các cuộc khảo sát trên, theo The Times, là "chính xác một cách đáng ngạc nhiên" trong khi "hầu hết mọi lựa chọn [của các công ty]... đều gây thất vọng", khi vào năm 2009 đã dự đoán chính xác thành công của The Hangover và thất bại của Land of the Lost. Các nhà hoạt động Hollywood có những phản ứng trái chiều đến độ chính xác của CinemaScore. Một người bảo Deadline Hollywood rằng "Không phải lúc nào cũng đúng, nhưng đây cũng là một chiếc la bàn khá tốt. Tôi tin vào nó", trong khi người khác cho rằng công ty cạnh tranh PostTrak "tốt hơn nhiều... kỹ lưỡng và chuyên sâu hơn".